# Taskent–Szamarkand nagysebességű vasútvonal

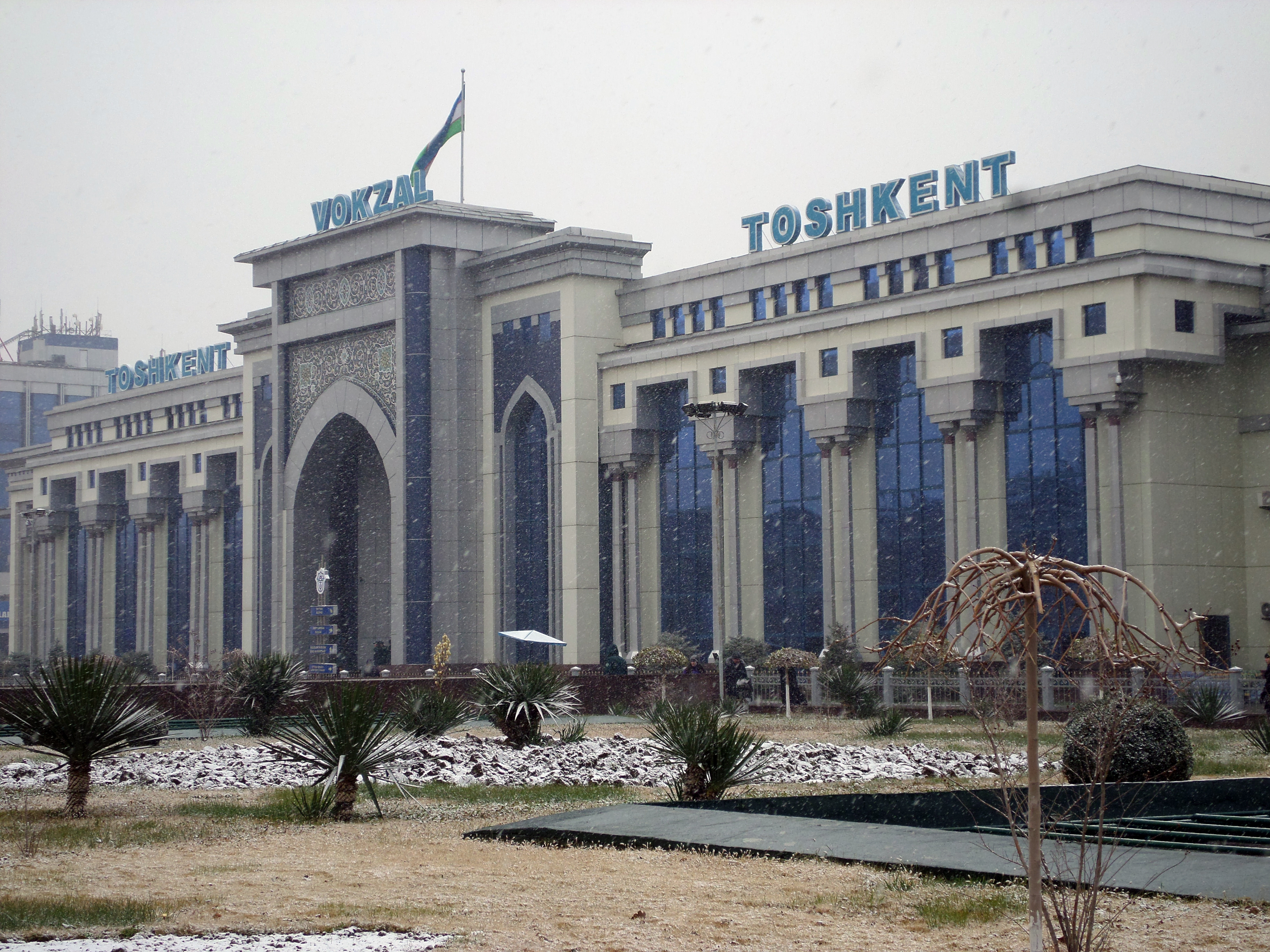
Taskent főpályaudvara

A Taskent–Szamarkand-nagysebességű vasútvonal egy 344 km hosszú, 1520 mm-es nyomtávolságú 25 kV 50 Hz-cel villamosított, kétvágányú nagysebességű vasútvonal Üzbegisztánban, mely az ország két legnagyobb városát, Taskentet és Szamarkandot köti össze. A vonal keresztülhalad Taskent, Sirdaryo, Jizzax és Szamarkand tartományokon.

## Története
Az ország elnöke, Islom Karimov, 2010. január 5-én hagyta jóvá két spanyol Talgo 250 típusú nagysebességű szerelvény megvásárlását.
Az építkezés 2011. március 11-én kezdődött. A beruházás teljes költsége 70 millió euró volt. A költségek tartalmazták a pálya felújítását, helyenként új vágányok építését és a vasúti biztosítóberendezés modernizálását. A felújítás után az új Talgo 250 motorvonatok akár 250 km/h sebességgel is haladhatnak, ezzel a két város közötti menetidő két óra alá csökken.

## Forgalom
Az első Talgo 250 típusú nagysebességű szerelvény 2011. július 22-én érkezett meg az országba, a másodikat szeptemberre várták.
A vonat két vonófejből, és a köztük lévő kilenc alacsony padlós személykocsiból áll, mely közül az egyik egy étkezőkocsi. Összesen 257 ülőhely van a vonaton, három különböző osztályon: VIP, első osztály és turista. A vonaton mozgássérülteknek is alakítottak ki helyeket.